# Feu de véhicule

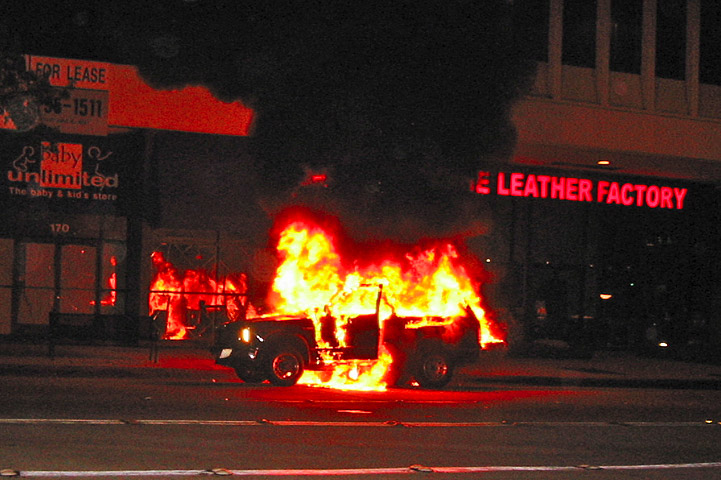
Véhicule en feu à Pasadena en Californie.

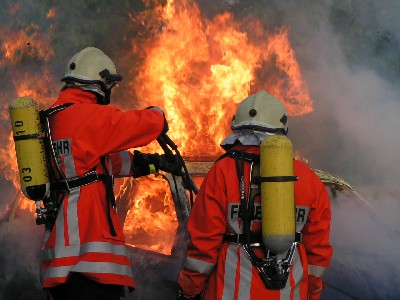
Lutte contre un feu de véhicule en Allemagne.

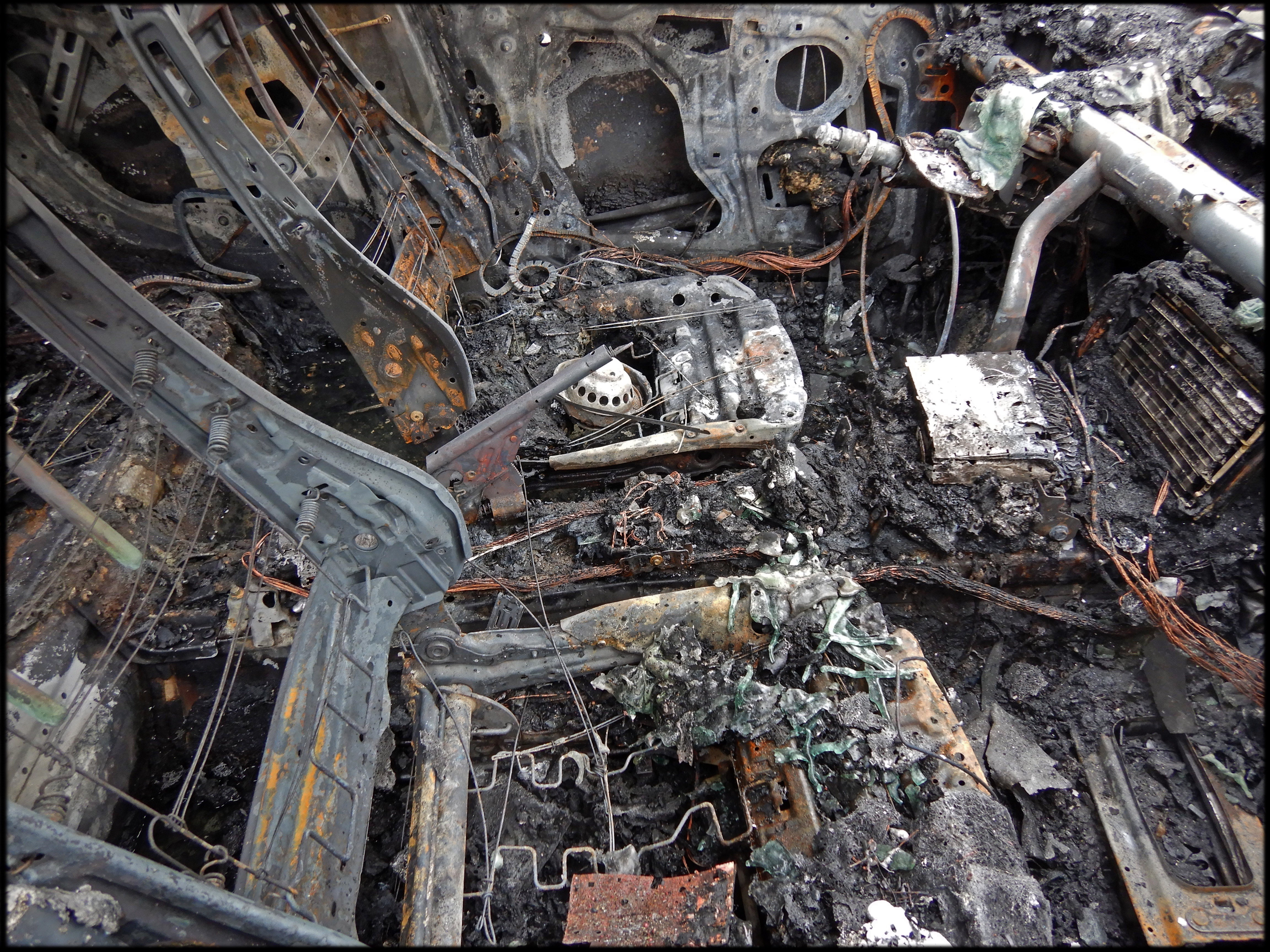
Les vapeurs et fumées, et les déchets résultant d'un feu de véhicule (ici une BMW) sont contaminés par des résidus toxiques et cancérigènes. Les carcasses, matériaux fondus ou brûlés sont difficiles à recycler.

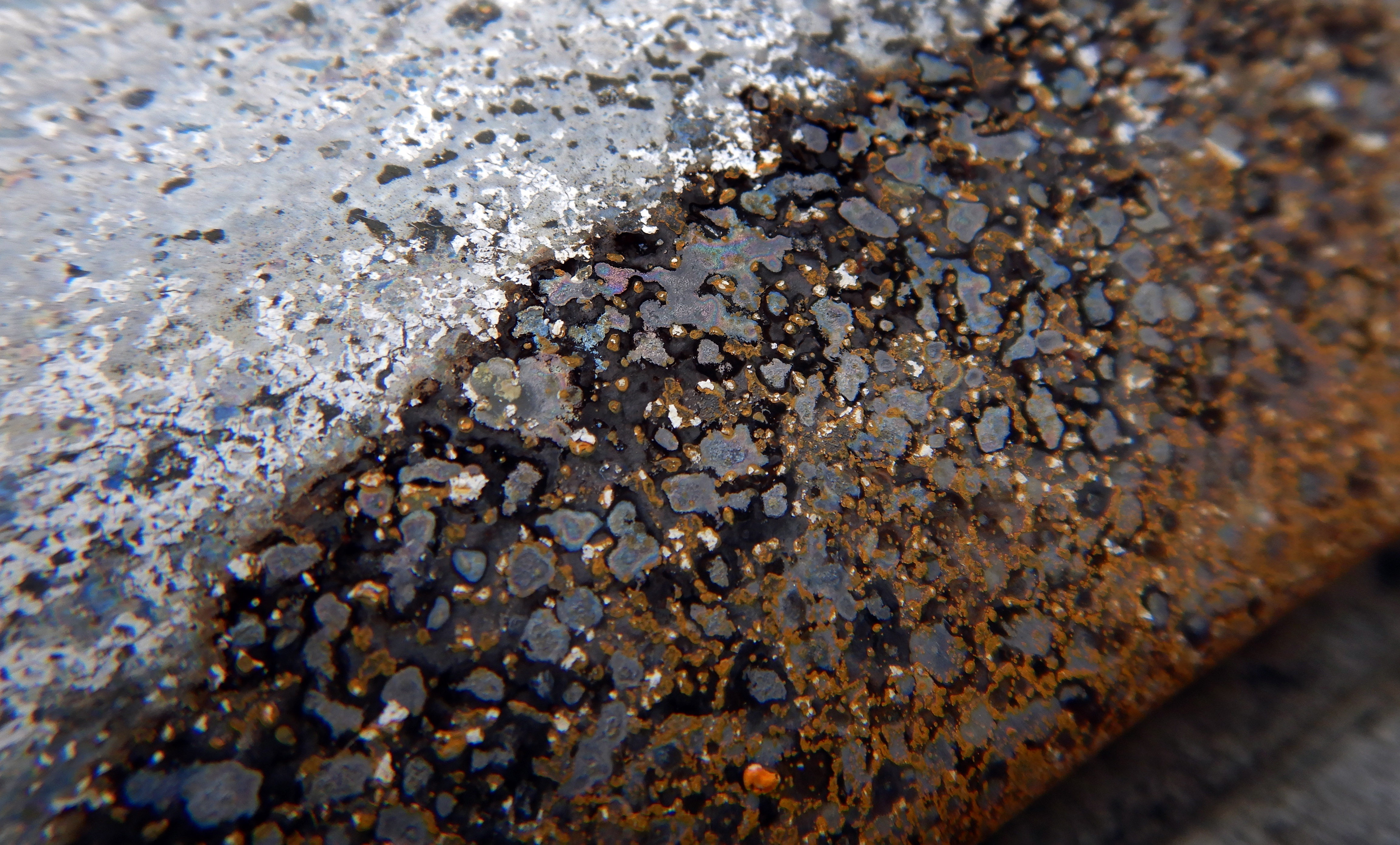
Détails de la tôle d'une BMW ayant brulé. les pigments (souvent toxiques) et d'autres composés de la peinture ont brûlé ou ont été vaporisés dans l'air et les fumées.

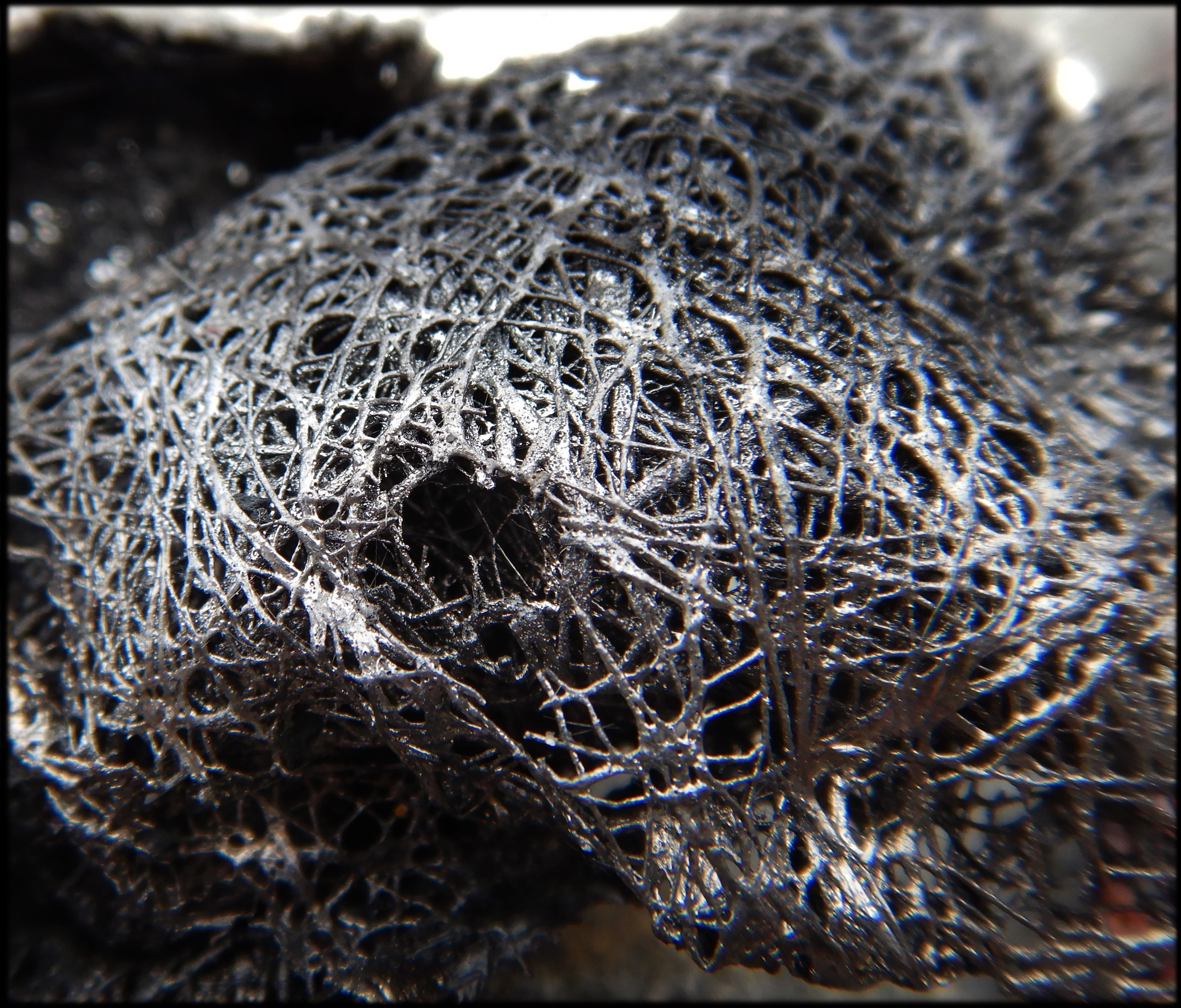
Restes de matériaux fibreux dans la carcasse d'un véhicule incendié.

Un feu de véhicule est le terme employé pour désigner l'incendie d'un véhicule, notamment automobile.[tautologie] C'est une source particulièrement importante de polluants atmosphériques, dont certains peuvent être rabattus au sol et lessivés par les lances à incendies.

## Aperçu des risques
Si cette situation est perçue par le grand public comme très dangereuse (au cinéma, les véhicules en feu explosent systématiquement), il s'agit d'une intervention relativement banale pour les sapeurs-pompiers, généralement sans explosion. Cependant, le risque induit par un feu de véhicule a évolué dans le temps, et notamment ces vingt dernières années en raison notamment de l'apparition des carburants alternatifs et des risques qu'ils engendrent et de matériaux polluants intégrés dans les carrosseries, moteurs ou équipements. En particulier, en France, la doctrine a évolué à la suite d'un accident tragique à Vénissieux le 31 janvier 1999 : l'explosion d'une voiture a blessé six pompiers, dont un a dû être amputé de la jambe ; c'est le premier accident de ce type en France.
Un des accidents les plus redoutés est l'ébullition-explosion (BLEVE) d'un réservoir de GPL (gaz de pétrole liquéfié).
D'autre part, les véhicules électriques ou hybrides créent un risque inédit. Leurs batteries, généralement NiMH, plomb-acide ou Li-ion, sont plus grandes et produisent des tensions beaucoup plus élevées. Chacune présente des risques d'explosion plus ou moins importants. Dans les batteries au plomb, l’hydrogène impliqué dans la réaction d'électrolyse s'enflamme très vite et peut causer une dispersion explosive de l'acide contenu dans la batterie. Les tensions impliquées créent également un risque non négligeable pour les intervenants.
Un risque apparu récemment est dû aux nouveaux matériaux utilisés par les constructeurs pour alléger ou renforcer le châssis ou la carrosserie. On trouve désormais des parties en magnésium, métal produit une réaction explosive lorsqu'il entre en contact avec l'eau d'extinction.
Les vapeurs et fumées émises par un véhicule en feu, y compris en cours d'extinction ou juste après extinction sont riches en polluants, notamment cancérigènes et mutagènes.

## Risques communs à tout feu de véhicule
Durant un incendie, les pneumatiques d'un véhicule vont exploser. L'huile peut se répandre et propager le feu vers le bas ou dans les égouts. Les matières plastiques de l'habitacle vont se consumer et dégager une fumée toxique. Les dispositifs pyrotechniques (coussin gonflable de sécurité (« airbag »), prétensionneurs de ceinture, arceaux automatiques de sécurité) et d’absorbeurs à air comprimé au niveau des pare-chocs sont susceptibles de se déclencher spontanément sous l’effet de l’élévation de température. Le contenu du réservoir peut violemment aggraver l'incendie à tout moment.
Si le véhicule est stationné près d'une façade ou d'autres véhicules, le risque de propagation est élevé. De même, le véhicule situé sur une pente peut glisser et propager l'incendie en contrebas.
Exemple :
- Accident de Puisseguin

## Risques liés au feu de véhicule GPL
Pour les véhicules de moins de 3,5 t (voitures de tourisme), le réservoir de GPL fait 50 L (le remplissage est limité à 80 %). La résistance du réservoir est de 100 bars, la soupape de sécurité s'ouvre vers 25-27 bars, le carburant est stocké dans le réservoir à seulement 6 bars. 
Lors d'un feu de véhicule GPL, sous l'effet thermique, la montée en pression du GPLc dans son réservoir génère une torchère de plusieurs mètres à l'arrière du véhicule (ouverture de la soupape de surpression à 27 bars) ce qui engendre : 
- un risque important de propagation (stationnement près d'une façade, parking, etc.) ;
- un risque de brûlure thermique ;
- une fragilisation du réservoir ;
- un risque de BLEVE (ébullition-explosion) avec boule de feu jusqu'à 25 m, onde de surpression provoquant des dégâts jusqu'à 100 m (lésions des tympans et projection de débris).

Lorsqu'ils interviennent sur un véhicule GPL, ou par précaution lorsqu'ils ne connaissent pas le type de carburant, les pompiers créent un périmètre de sécurité de 100 m, le véhicule d'intervention devant être stationné à 50 m. L'extinction se fait en approchant le véhicule par le 3/4 avant et si possible en se protégeant derrière un obstacle (par exemple un coin de mur, un autre véhicule). Une fois le feu éteint, les pompiers agissent le plus rapidement possible sur le refroidissement du réservoir (sans l'arroser directement pour éviter une rupture par choc thermique).
En France, lors d'une intervention sur feu de véhicule, les pompiers peuvent demander l'information concernant le carburant du véhicule par communication radio avec les services de police, à partir du numéro d'immatriculation du véhicule.

## Risques liés au feu de véhicule électrique ou hybride
Les véhicules hybrides sont équipés de puissantes batteries de traction. Ces batteries haute tension créent un risque électrique, sans oublier qu'elles contiennent des éléments chimiques qui réagissent au cours de l'incendie, et au contact des eaux d'extinction.

### Risques toxiques (dégagement gazeux, écoulement de liquides,etc.)
En cas de rupture de l'enveloppe des batteries sur les modèles Lithium-ion, de l'électrolyte inflammable est susceptible d'être déversé. Pour les batteries dites « sèches » ou à électrolyte gélifié (lithium métal polymère), le risque de déversement est faible. S'ils le peuvent les pompiers contiennent tout de même les eaux d'extinction.
Les fumées dégagées par la combustion des batteries sont extrêmement toxiques. Cependant les gaz toxiques issus de la combustion générale du véhicule atteignent des niveaux susceptibles d’être létaux bien avant que la batterie ne soit affectée par l’incendie.

### Risques électriques (électrisation, électrocution)
Le moindre court-circuit déclenchera l'arrêt de l'alimentation délivrée par la batterie de traction. Le risque électrique est à redouter dans les premiers instants de l'incendie.

### Risques thermiques
[pas clair]
Feu de batterie de traction = Feu de métaux = Réactions violente avec l'eau et l'oxygène.
Le risque de brûlure est dû à la projection possible de particules de métaux particulièrement réactifs avec l’oxygène et l’eau (jusqu'à 5 m).

### Emballement thermique
La température trop élevée peut entraîner un emballement thermique sur certaines batteries. Ce qui se traduira par une déformation (voire un éclatement) du pack batterie, une surchauffe, des projections, des pertes de confinement de produits inflammables, nocifs, corrosifs et explosifs… Dans ce cas, les pompiers se limiteront à protéger les biens environnants…

### Risques liés au feu de véhicule équipés de la technologie Stop&Start ou de récupération de l'énergie du freinage
La plupart des véhicules ayant l'option « stop&start » ou un système de récupération de l'énergie du freinage sont équipés de supercondensateurs. Certains supercondensateurs contiennent des matières dangereuses comme du cyanure de méthyle qui peut prendre feu et dégager des gaz extrêmement toxiques.
La maîtrise du supercondensateur s'est cependant améliorée et la plupart des supercondensateurs destinés au marché automobile sont désormais composés de substances ininflammables. Pour rassurer sur la sécurité des nouveaux supercondensateurs, des vidéos présentent des supercondensateurs molestés, compressés, troués ou brûlés, mais qui ne prennent pas feu.

## Transports de matières dangereuses
Dans le cas d'un véhicule de transport de matières dangereuses (TMD), la conduite à suivre en cas de feu du véhicule est dictée par la plaque de signalisation orange (arrêté ADR). De manière générale, des précautions particulières sont nécessaires :
- le périmètre de sécurité autour du sinistre doit être plus grand ;
- l'extinction avec de l'eau peut être prohibée ;
- il faut gérer le problème de la pollution liée au feu.